# Omorgus capillaceus
Omorgus capillaceus är en skalbaggsart som beskrevs av Clarke H. Scholtz 1990. Omorgus capillaceus ingår i släktet Omorgus och familjen knotbaggar. Inga underarter finns listade i Catalogue of Life.